# Maria Bentkowska
Maria z  Wyleżyńskich Bentkowska (ur. 19 listopada 1847 w Zakutyńcach, zm. 16 lutego 1938 w Warszawie) – podporucznik Wojska Polskiego, weteranka powstania styczniowego. Córka Adama i Konstancji z Burczak-Abramowiczów. 

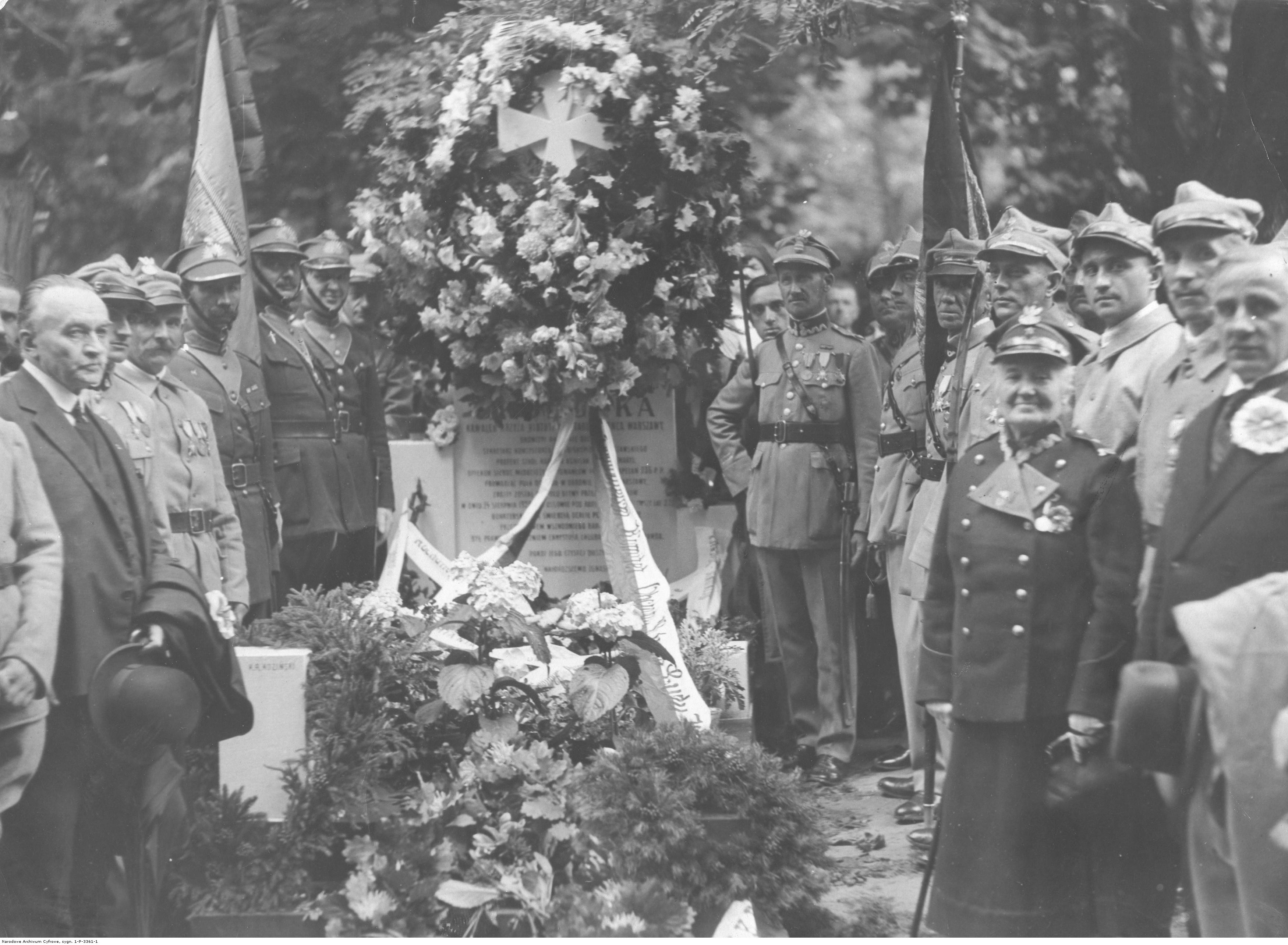
Maria Bentkowska (czwarta z prawej) podczas uroczystości z okazji rocznicy Bitwy Warszawskiej, Warszawa - 1930

## Życiorys
Jako kilkunastoletnia dziewczynka była posłańcem i łączniczką Edmunda Różyckiego, naczelnika Wydziału Prowincjonalnego Rusi i dowódcy największego oddziału partyzanckiego na Ukrainie, który ukrywał się w domu jej rodziców. Po zajęciu majątku przez Rosjan ojciec Marii Bentkowskiej został powieszony, a majątek zrabowany. Maria została aresztowana i przez 6 tygodni była więziona o chlebie i wodzie w Berdyczowie.
Po odzyskaniu przez Polskę niepodległości, w czasie obrony Lwowa, aktywnie brała udział w pomocy walczącym. W 1930 roku została odznaczona Krzyżem Niepodległości z Mieczami. W styczniu 1938 roku wraz z 50 weteranami oraz dwiema weterankami (Marią Fabianowską i Lucyną Żukowską) została odznaczona Krzyżem Oficerskim Orderu Odrodzenia Polski. Zmarła w Warszawie w 1938 roku, została pochowana na Kwaterze Weteranów Powstania Styczniowego na Cmentarzu Wojskowym na Powązkach w Warszawie (13C-1-14).